# Swanton, Ohio
Swanton là một làng thuộc quận Fulton, tiểu bang Ohio, Hoa Kỳ. Năm 2010, dân số của làng này là 3690 người.

## Dân số
- Dân số năm 2000: 3307 người.
- Dân số năm 2010: 3690 người.